# 綠林俠盜：亡命之徒與傳奇
《綠林俠盜：亡命之徒與傳奇》是英國公司Sumo Digital開發，Focus Home Interactive發行的多人連線動作遊戲，於2021年5月10日在Microsoft Windows、PlayStation 4、PlayStation 5、Xbox One、Xbox Series X平台上市。

## 外部連結
- 官方網站 （页面存档备份，存于）
- 官方twitter （页面存档备份，存于）